# Inkalilje
Inkalilje (Alstroemeria) er en slægt med rundt regnet 100 arter, som er udbredt i de tropiske områder af Mellem- og Sydamerika, Australien og New Zealand. Det er flerårige urter, som danner rodstængler eller knolde. Stænglerne er hårløse og bærer bladene spredtstillet. Bladene er hele med buede bladribber og hel rand. Blomsterne sidder enkeltvis eller i små stande fra bladhjørnerene eller i spidsen af skuddet. De er 3-tallige og symmetriske med én symmetriakse. Kronbladene er røde, lyserøde, hvide, gule eller orangerøde. Frugterne er kapsler eller bær med mange frø.
| Beskrevne arter |

- Gul inkalilje (Alstroemeria aurea)
- Alstroemeria ligtu
- Papegøjeinkalilje (Alstroemeria psittacina)
- Brasiliansk inkalilje (Alstroemeria pulchella)

| Andre arter |

| - Alstroemeria achirae - Alstroemeria albescens - Alstroemeria altoparadisea - Alstroemeria amabilis - Alstroemeria amazonica - Alstroemeria andina - Alstroemeria angustifolia - Alstroemeria annapolina - Alstroemeria apertiflora - Alstroemeria aquidauanica - Alstroemeria arnicana - Alstroemeria aulica - Alstroemeria bahiensis - Alstroemeria bakeri - Alstroemeria bilabiata - Alstroemeria brasiliensis - Alstroemeria burchellii - Alstroemeria cabralensis - Alstroemeria caiaponica - Alstroemeria calliantha - Alstroemeria cantillanica - Alstroemeria capixaba - Alstroemeria caryophyllaea - Alstroemeria chapadensis - Alstroemeria chorillensis - Alstroemeria crispata - Alstroemeria cuiabana - Alstroemeria cultrifolia - Alstroemeria cunha - Alstroemeria decora - Alstroemeria diluta - Alstroemeria discolor - Alstroemeria douradensis - Alstroemeria espigonensis | - Alstroemeria exserens - Alstroemeria fiebrigiana - Alstroemeria firmulifolia - Alstroemeria foliosa - Alstroemeria fuscovinosa - Alstroemeria garaventae - Alstroemeria gardneri - Alstroemeria glaucandra - Alstroemeria gouveiana - Alstroemeria graminea - Alstroemeria hookeri - Alstroemeria huemulina - Alstroemeria ibitipocae - Alstroemeria igarapavica - Alstroemeria isabellana - Alstroemeria itabiritensis - Alstroemeria itatiaica - Alstroemeria jequitiana - Alstroemeria jocunda - Alstroemeria julieae - Alstroemeria kingii - Alstroemeria lactilutea - Alstroemeria landimana - Alstroemeria leporina - Alstroemeria litterata - Alstroemeria longaviensis - Alstroemeria longistaminea - Alstroemeria longistyla - Alstroemeria lutea - Alstroemeria magna - Alstroemeria magnifica - Alstroemeria malmeana - Alstroemeria modesta - Alstroemeria mollensis - Alstroemeria monantha - Alstroemeria monticola - Alstroemeria nidularis | - Alstroemeria nivea - Alstroemeria ochracea - Alstroemeria orchidioides - Alstroemeria oreas - Alstroemeria pallida - Alstroemeria paraensis - Alstroemeria patagonica - Alstroemeria paupercula - Alstroemeria pelegrina - Alstroemeria penduliflora - Alstroemeria philippii - Alstroemeria piauhyensis - Alstroemeria plantaginea - Alstroemeria poetica - Alstroemeria polpaicana - Alstroemeria polyphylla - Alstroemeria presliana - Alstroemeria pseudospathulata - Alstroemeria pubiflora - Alstroemeria pudica - Alstroemeria pulchra - Alstroemeria punctata - Alstroemeria pygmaea - Alstroemeria radula - Alstroemeria recumbens - Alstroemeria revoluta - Alstroemeria ribeirensis - Alstroemeria roseoviridis - Alstroemeria rupestris - Alstroemeria sabulosa - Alstroemeria schizanthoides - Alstroemeria sellowiana - Alstroemeria spathulata - Alstroemeria speciosa - Alstroemeria spectabilis - Alstroemeria stenopetala - Alstroemeria stenophylla | - Alstroemeria talcaensis - Alstroemeria timida - Alstroemeria tombolatoana - Alstroemeria umbellata - Alstroemeria variegata - Alstroemeria venusta - Alstroemeria versicolor - Alstroemeria virginalis - Alstroemeria viridiflora - Alstroemeria werdermannii - Alstroemeria xavantinensis - Alstroemeria yaelae - Alstroemeria zoellneri |